# Parmena pontocircassica
Parmena pontocircassica är en skalbaggsart som beskrevs av Aleksandr Sergeievich Danilevsky och Alexander Ivanovich Miroshnikov 1985. Parmena pontocircassica ingår i släktet Parmena och familjen långhorningar.
Artens utbredningsområde är Ukraina. Inga underarter finns listade i Catalogue of Life.